# Scotty James
Scotty James (ur. 6 lipca 1994 w Melbourne) – australijski snowboardzista specjalizujący się w half-pipie, brązowy medalista olimpijski i trzykrotny mistrz świata.

## Kariera
Po raz pierwszy na arenie międzynarodowej pojawił się 24 października 2008 roku w Saas-Fee, gdzie w zawodach Pucharu Europy zajął 49. miejsce w halfpipie. W 2010 roku wystartował na mistrzostwach świata juniorów w Cardronie, zajmując piętnaste miejsce w halfpipie i szesnaste w slopestyle’u. W Pucharze Świata zadebiutował 7 lutego 2007 roku w Bardonecchii, gdzie zajął 53. miejsce w halfpipie. Na podium zawodów pucharowych po raz pierwszy stanął 18 stycznia 2014 roku w Stoneham, kończąc rywalizację na trzeciej pozycji. W zawodach tych wyprzedzili go tylko Japończyk Ryō Aono i Jan Scherrer ze Szwajcarii. Najlepsze wyniki osiągnął w sezonie 2019/2020, kiedy to zdobył Kryształową Kulę za zwycięstwo w klasyfikacji generalnej AFU, a w klasyfikacji halfpipe’a zdobył Małą Kryształową Kulę. W klasyfikacji halfpipe’a triumfował także w sezonach 2013/2014 oraz 2016/2017.
W 2015 roku zdobył złoty medal na mistrzostwach świata w Kreischbergu, wyprzedzając Chińczyka Zhanga Yiwei i Tima-Kevina Ravnjaka ze Słowenii. Wynik ten powtórzył podczas rozgrywanych dwa lata później mistrzostw świata w Sierra Nevada. Tym razem okazał się lepszy od dwóch Szwajcarów: Iouri Podladtchikov i Patrick Burgener. W 2019 roku, na mistrzostwach świata w Park City zdobył kolejny złoty medal, wyprzedzając Japończyka Yūto Totsuke oraz ponownie Burgenera. Był też między innymi drugi na mistrzostwach świata w Aspen w 2021 roku. W 2010 roku wystąpił na igrzyskach olimpijskich w Vancouver, gdzie zajął 21. miejsce w half-pipie. Brał też udział w igrzyskach w Soczi w 2014 roku, gdzie zajął 16. miejsce w slopestyle’u i ponownie 21. miejsce w half-pipie. Podczas igrzysk olimpijskich w Pjongczangu wywalczył brązowy medal w half-pipie, plasując się za Shaunem White’em z USA i Japończykiem Ayumu Hirano.
Jest sześciokrotnym medalistą zawodów X-Games, rozgrywanych w amerykańskim Aspen, w konkurencji superpipe. Zdobył 3 złote medale podczas Winter X Games 21, Winter X Games 23 oraz Winter X Games 24, dwa srebra podczas Winter X Games 22 i Winter X Games 25 oraz brąz podczas Winter X Games 20.

## Osiągnięcia

### Igrzyska olimpijskie
| Miejsce | Dzień     | Rok  | Miejscowość | Konkurencja | Zwycięzca           |
| ------- | --------- | ---- | ----------- | ----------- | ------------------- |
| 21.     | 17 lutego | 2010 | Vancouver   | Halfpipe    | Shaun White         |
| 16.     | 8 lutego  | 2014 | Soczi       | Slopestyle  | Sage Kotsenburg     |
| 21.     | 11 lutego | 2014 | Soczi       | Halfpipe    | Iouri Podladtchikov |
| 3.      | 14 lutego | 2018 | Pjongczang  | Halfpipe    | Shaun White         |
| 2.      | 11 lutego | 2022 | Pekin       | Halfpipe    | Ayumu Hirano        |

### Mistrzostwa świata
| Miejsce | Dzień       | Rok  | Miejscowość   | Konkurencja | Zwycięzca           |
| ------- | ----------- | ---- | ------------- | ----------- | ------------------- |
| 48.     | 23 stycznia | 2009 | Gangwon       | Halfpipe    | Ryō Aono            |
| 16.     | 18 stycznia | 2013 | Stoneham      | Slopestyle  | Roope Tonteri       |
| 6.      | 20 stycznia | 2013 | Stoneham      | Halfpipe    | Iouri Podladtchikov |
| 1.      | 16 stycznia | 2015 | Kreischberg   | Halfpipe    | -                   |
| 1.      | 11 marca    | 2017 | Sierra Nevada | Halfpipe    | -                   |
| 1.      | 8 lutego    | 2019 | Park City     | Halfpipe    | -                   |
| 2.      | 13 marca    | 2021 | Aspen         | Halfpipe    | Yūto Totsuka        |

### Puchar Świata

#### Miejsca w klasyfikacji generalnej
- sezon 2008/2009: 286.
- sezon 2009/2010: 165.
  - AFU[2]
- sezon 2010/2011: 46.
- sezon 2011/2012: 19.
- sezon 2012/2013: 11.
- sezon 2013/2014: 3.
- sezon 2014/2015: 62.
- sezon 2015/2016: 129.
- sezon 2016/2017: 5.
- sezon 2017/2018: 29.
- sezon 2018/2019: 11.
- sezon 2019/2020: 1.
- sezon 2020/2021: 16.

#### Miejsca na podium
1. Stoneham – 18 stycznia 2014 (halfpipe) – 3. miejsce
2. Laax – 21 stycznia 2017 (halfpipe) – 2. miejsce
3. Bokwang – 19 lutego 2017 (halfpipe) – 1. miejsce
4. Snowmass – 13 stycznia 2018 (halfpipe) – 2. miejsce
5. Copper Mountain – 8 grudnia 2018 (halfpipe) – 1. miejsce
6. Laax – 19 stycznia 2019 (halfpipe) – 1. miejsce
7. Copper Mountain – 14 grudnia 2019 (halfpipe) – 1. miejsce
8. Secret Garden – 22 grudnia 2019 (halfpipe) – 1. miejsce
9. Laax – 18 stycznia 2020 (halfpipe) – 1. miejsce
10. Calgary – 15 lutego 2020 (halfpipe) – 2. miejsce
11. Laax – 23 stycznia 2021 (halfpipe) – 2. miejsce